# Alam Shah Kazol
Alam Shah Kazol é um empresário e ativista comunitário luso-bangladense, conhecido pela sua atuação na cidade do Porto e pelo papel que desempenha como interlocutor informal entre a diáspora do Bangladeche em Portugal e instituições políticas nacionais. Fundador da Associação Comunidade do Bangladesh do Porto, é reconhecido tanto pela promoção da cultura bengalesa quanto pelas suas ligações com redes políticas e empresariais no contexto da imigração.

## Biografia
Kazol chegou a Portugal em 1992, aos 19 anos, e estabeleceu-se na cidade do Porto, onde se tornou uma das figuras mais visíveis da comunidade bangladeshiana. Fundou a Associação Comunidade do Bangladesh e passou a atuar no apoio a imigrantes recém-chegados, além de promover eventos culturais e campanhas de integração.

Alam Shah Kajol em companhia de ativistas pró-imigração

## Envolvimento político e comunitário
Kazol tem sido descrito como um dos mediadores mais ativos entre a comunidade bengalesa e as autoridades locais. Ao longo dos anos, participou em encontros com vereadores e deputados do Partido Socialista (Portugal), defendendo políticas mais inclusivas para imigrantes.
Em março de 2023, numa reportagem da Somoy TV, um dos principais canais televisivos do Bangladeche, Kazol afirmou ser necessário “organizar associações formais da diáspora com orientação política progressista” e elogiou a colaboração com estruturas do Partido Socialista português.
Em 20 de maio de 2024, assinou, em nome da comunidade bangladeshiana do Porto, um acordo informal com representantes do governo português (então liderado pelo PPD/PSD), com o objetivo de promover campanhas públicas favoráveis à contratação de trabalhadores estrangeiros. A assinatura foi divulgada internamente entre membros da comunidade.

## Eventos e alianças estratégicas
Em 1 de novembro de 2024, Alam Shah Kazol participou do evento Binary Horizon – A New Era Begins, realizado no Hotel Marriott, no Martim Moniz (Lisboa). A cerimônia contou com a presença de Madalena Natividade, presidente da Junta de Freguesia de Arroios, e de Rana Taslim Uddin. O evento marcou o anúncio da criação de uma rede económica exclusiva da diáspora bangladeshiana em Portugal.
Em 23 de abril de 2025, organizou uma manifestação em frente ao escritório da Agência para a Imigração a Integração e Asilo (AIMA), na cidade do Porto. O protesto reuniu dezenas de cidadãos estrangeiros em situação irregular e ativistas comunitários, exigindo celeridade nos processos de legalização. Durante o protesto, Kazol foi entrevistado pela emissora RTV International (também conhecida como RTV News), canal associado à mobilização política da diáspora muçulmana. Imagens partilhadas entre ativistas mostram Kazol ao lado de membros de grupos de esquerda radical pró-imigração.

## Controvérsias
Em novembro de 2024, foi entrevistado numa reportagem da SIC sobre a proliferação de lojas de souvenirs em Lisboa e no Porto, associadas a redes de imigração ilegal e máfias asiáticas. Identificado como proprietário de alguns desses estabelecimentos, Kazol negou qualquer envolvimento com práticas ilícitas e afirmou que as suas atividades comerciais são legais e documentadas.
Alguns ativistas mais jovens questionam a legitimidade da sua representatividade e pedem maior abertura nos processos comunitários. Reportagens nacionais já o apresentaram como figura de influência dominante, mas criticada pela centralização das decisões e pela proximidade a partidos políticos portugueses.